# Drimia multisetosa
Drimia multisetosa är en sparrisväxtart som först beskrevs av John Gilbert Baker, och fick sitt nu gällande namn av John Peter Jessop. Drimia multisetosa ingår i släktet Drimia och familjen sparrisväxter. Inga underarter finns listade i Catalogue of Life.